# Oenotrichia macgillivrayi
Oenotrichia macgillivrayi là một loài thực vật có mạch trong họ Dennstaedtiaceae. Loài này được (E. Fourn.) Brownlie miêu tả khoa học đầu tiên năm 1969.